# Aluminoceladonite
La aluminoceladonite è un minerale appartenente al gruppo delle miche.

## Etimologia
Il nome deriva dalla composizione chimica: una celadonite (dal francese celadon = verde mare) con prevalenza di alluminio.